# Hyacinthe Garella
Pour les articles homonymes, voir Garella.
Hyacinthe Garella, né le 3 septembre 1775 à Chambéry et mort le 8 août 1852  à Aix-en-Provence, est un ingénieur des Ponts et Chaussées français.

## Biographie
Hyacinthe Garella, né le 3 septembre 1775 dans le duché de Savoie, est le fils de François Antoine Garellaz, ingénieur architecte, et de Marie Anne Heurteur. En tant qu'originaire de l'éphémère département du Mont-Blanc, il peut se présenter en 1796 à l'École polytechnique où il est reçu dans la promotion de frimaire an V,,. Il en sort en 1797 ingénieur des Ponts et Chaussées et est nommé ingénieur ordinaire du département du Léman (1799), puis dans celui des Bouches-du-Rhône (1805).
Il entre au service d'Élisa Napoléone Baciocchi, princesse de Lucques et Piombino, comme ingénieur en chef de la Méditerranée (1809). Revenu en France (1814), il est affecté aux Bouches-du-Rhône et chargé de travaux en Camargue. Louis XVIII lui accorde en 1816 sa lettre de naturalité puis  le nomme 1re classe (1817). Ingénieur en chef directeur (1835), il est chargé des travaux de tous les ports de la Méditerranée, puis de ceux de la vallée du Rhône (1837). Inspecteur divisionnaire (1842), il a l'inspection de la 16e puis de la 8e division. Il obtient l'honorariat du grade d'inspecteur général, avant de prendre sa retraite un mois plus tard (1847).
Ses deux fils Joseph Hyacinthe et Félix Napoléon sont également polytechniciens, tous deux de la promotion 1825, le premier ingénieur des Ponts et Chaussées, le second ingénieur des Mines,.